# Viktor Abrosimovič Petrov
Viktor Abrosimovič Petrov (Step'anakert, 27 marzo 1939 – San Pietroburgo, 4 agosto 2000) è stato un regista sovietico.

## Filmografia parziale

### Regista
- Echali v tramvae Il'f i Petrov (1972)
- Čudo s kosičkami (1974)
- Kadril (1999)